# Chaga

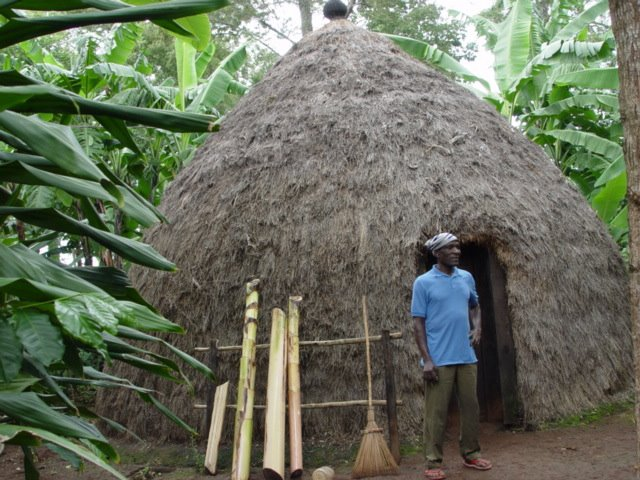
Casa tradizionale Chaga

I Chaga (o Chagga, Jagga, Dschagga, Waschagga) sono una popolazione dell'Africa australe. Parlano una lingua di ceppo bantu e vivono in Tanzania, principalmente sui contrafforti del Kilimangiaro e del Monte Meru.
Praticano l'irrigazione da lunga data e l'ingegnosità dei loro sistemi ha ben presto attirato l'attenzione degli studiosi.